# Dorgiszki
Dorgiszki (biał. Доргішкі; ros. Доргишки) − wieś na Białorusi, w obwodzie grodzieńskim, w rejonie oszmiańskim, w sielsowiecie Holszany.

## Historia
W latach wcześniejszych majątek Dorgiszki (wieś, folwark) należał do szlacheckiej rodziny Piaseckich - Marcina i Joanny z Brzezińskich, którzy sprzedają je w 1791 roku Rafałowi Bieńkuńskiemu, strukczaszemu oszmiańskiemu, który w 1804 r. ustępuje Dorgiszki za 60 czerwonych zł. Tomaszowi Ganowi. W czasach zaborów wieś Dorgiszki w połowie do Juljusza Gana, a w połowie do chłopów należącewłościańska w gminie Holszany, w powiecie oszmiańskim, w guberni wileńskiej Imperium Rosyjskiego. W 1866 roku miała 14 domów i 93 mieszkańców. W 1905 roku liczyła 120 mieszkańców, 174 dziesięcin.
W latach 1921–1945 folwark i wieś leżały w Polsce, w województwie wileńskim, w powiecie oszmiańskim, w gminie Holszany.
W 1931 folwark w 1 domu zamieszkiwało 17 osób, wieś w 26 domach 138 osób.
Wierni należeli do parafii rzymskokatolickiej w Holszanach. Miejscowość podlegała pod Sąd Grodzki w Holszanach i Okręgowy w Wilnie; właściwy urząd pocztowy mieścił się w Holszanach.
Po zajęciu przez Armię Czerwoną powiatu oszmiańskiego, w 1940 roku utworzono sielsowiet Dorgiszki. W latach 1964 – 1978 wieś w sielsowiecie Holszany. W latach 1978 – 1997 w sielsowiecie Siemierniki.
W 1923 r. w miejscowości urodził się Longin Ambros, ojciec biologa Victora Ambrosa.